# Nati nel 1997/Senza giorno specificato
| Questa pagina contiene informazioni ricavate automaticamente dalle voci biografiche con l'ausilio del template Bio e di un bot. L'aggiornamento è periodico e automatico e ricostruisce completamente la pagina. Se manca una persona in questa lista, sei pregato di non aggiungerla, ma accertati piuttosto che la sua voce biografica contenga il template Bio e che i dati anagrafici siano correttamente compilati. Se il template Bio manca, inseriscilo tu stesso o, in alternativa, metti l'avviso {{tmp\|Bio}} che ne segnala la mancanza. Se i dati riportati sono sbagliati, correggi direttamente la voce biografica; le modifiche saranno visibili in questa lista entro pochi giorni. Per chiarimenti vedi il progetto biografie. La lista contiene solo le 120 persone che sono citate nell'enciclopedia e per le quali è stato implementato correttamente il template Bio. Pagina aggiornata al 1 gen 2023. |

- Abdulelah Al-Amri, calciatore saudita
- Sami Al-Najei, calciatore saudita
- Jaire Alexander, giocatore di football americano statunitense
- Sonita Alizadeh, rapper e attivista afghana
- Jack Andraka, inventore statunitense
- Filippa Angeldahl, calciatrice svedese
- Asia Ramazan Antar, guerrigliera e attivista curda († 2016)
- Durel Avounou, calciatore congolese (Repubblica del Congo)
- Wilter Ayoví, calciatore ecuadoriano
- Leon Bailey, calciatore giamaicano
- Filip Balaj, calciatore slovacco
- Mehdi Bali, lottatore iraniano
- Fodé Ballo-Touré, calciatore francese
- Nicolò Barella, calciatore italiano
- Rebecka Blomqvist, calciatrice svedese
- Jonnathan Bravo, calciatore ecuadoriano
- Aleksandr Bublik, tennista russo
- Bryan Cabezas, calciatore ecuadoriano
- Jordy Caicedo, calciatore ecuadoriano
- Omar Carabalí, calciatore ecuadoriano
- Angelo Cardona, attivista colombiano
- Federico Chiesa, calciatore italiano
- Madelyn Cline, attrice statunitense
- Cordae, rapper e cantautore statunitense
- Victor Coroller, ostacolista e velocista francese
- Francesca Cristetti, nuotatrice italiana
- Rachael DesRochers, ex sciatrice alpina statunitense
- Jonel Désiré, calciatore haitiano
- Valon Ethemi, calciatore macedone
- Taylor Fritz, tennista statunitense
- Gaia, cantautrice italiana
- Gerson, calciatore brasiliano
- Abdulrahman Ghareeb, calciatore saudita
- Doriane Gravier, ex sciatrice alpina francese
- Albert Guðmundsson, calciatore islandese
- Abdoul Guiebre, calciatore burkinabé
- Yui Hasegawa, calciatrice giapponese
- Reo Hatate, calciatore giapponese
- Ryō Hatsuse, calciatore giapponese
- Theo Hernández, calciatore francese
- Il Tre, rapper italiano
- Kō Itakura, calciatore giapponese
- Tomoki Iwata, calciatore giapponese
- Johan Jacobs, ciclista su strada e ciclocrossista svizzero
- Derrick Jones, cestista statunitense
- Velus Jones Jr., giocatore di football americano statunitense
- Carlik Jones, cestista statunitense
- Dias Kalen, lottatore kazako
- Yūta Kamiya, calciatore giapponese
- Ikboljon Kholdarov, pugile uzbeko
- Negin Khpalwak, direttrice d'orchestra afghana
- Roman Kim, lottatore kirghiso
- Lydia Ko, golfista neozelandese
- Gregor Kobel, calciatore svizzero
- Patrick Kpozo, calciatore ghanese
- Owusu Kwabena, calciatore ghanese
- Kevon Lambert, calciatore giamaicano
- Sam Lammers, calciatore olandese
- Iván Lapadula, attore e modello spagnolo
- Abigail Lawrie, attrice scozzese
- Charles Leclerc, pilota automobilistico monegasco
- Herlin Lino, calciatore ecuadoriano
- Maxime Lopez, calciatore francese
- Joey Luthman, attore statunitense
- Daizen Maeda, calciatore giapponese
- Lautaro Martínez, calciatore argentino
- Pedro Martínez, tennista spagnolo
- Borja Mayoral, calciatore spagnolo
- Noussair Mazraoui, calciatore marocchino
- Diosdado Mbele, calciatore equatoguineano
- Kaoru Mitoma, calciatore giapponese
- Kōji Miyoshi, calciatore giapponese
- Luismel Morris, calciatore cubano
- Mohsen Mostafavi, lottatore iraniano
- Jaume Munar, tennista spagnolo
- Kyler Murray, giocatore di football americano statunitense
- Adolfo Muñoz, calciatore ecuadoriano
- Jhegson Méndez, calciatore ecuadoriano
- Josh Nebo, cestista statunitense
- Shamar Nicholson, calciatore giamaicano
- Riccardo Orsolini, calciatore italiano
- Jasurbek Ortikboev, lottatore uzbeko
- Calin, cantante e rapper ceco
- Luis Paradela, calciatore cubano
- Raoul Petretta, calciatore italiano
- Quinten Pounds, giocatore di football americano statunitense
- Shannon Purser, attrice statunitense
- Bernhard Raimann, giocatore di football americano austriaco
- Lil Raven, rapper e cantante statunitense
- Richarlison, calciatore brasiliano
- Patrick Roberts, calciatore inglese
- Joao Joshimar Rojas, calciatore ecuadoriano
- Monet192, rapper svizzero
- Sachin Sahrawat, lottatore indiano
- Renato Sanches, calciatore portoghese
- Luis Segovia, calciatore ecuadoriano
- Tynar Sharshenbekov, lottatore kirghiso
- Jordan Sierra, calciatore ecuadoriano
- Ilta, cantante finlandese
- Ramadan Sobhi, calciatore egiziano
- Luisa Stefani, tennista brasiliana
- Luis Suárez, calciatore colombiano
- Alejandro Tabilo, tennista cileno
- Heriberto Tavares, calciatore portoghese
- Bernard Tekpetey, calciatore ghanese
- Benjamin Tetteh, calciatore ghanese
- Fikayo Tomori, calciatore inglese
- Félix Torres Caicedo, calciatore ecuadoriano
- Kristijan Dimitrov, calciatore bulgaro
- Axel Tuanzebe, calciatore inglese
- William Vargas, calciatore ecuadoriano
- Matías Viña, calciatore uruguaiano
- Jan Weinreich, giocatore di football americano tedesco
- Allen Yanes, calciatore guatemalteco
- Yang Hong-seok, cestista sudcoreano
- Yaw Yeboah, calciatore ghanese
- Malala Yousafzai, attivista e blogger pakistana
- Bernabé Zapata Miralles, tennista spagnolo
- Alexander Zverev, tennista tedesco
- Tim van Rijthoven, tennista olandese